# Horst Ludwig Meyer

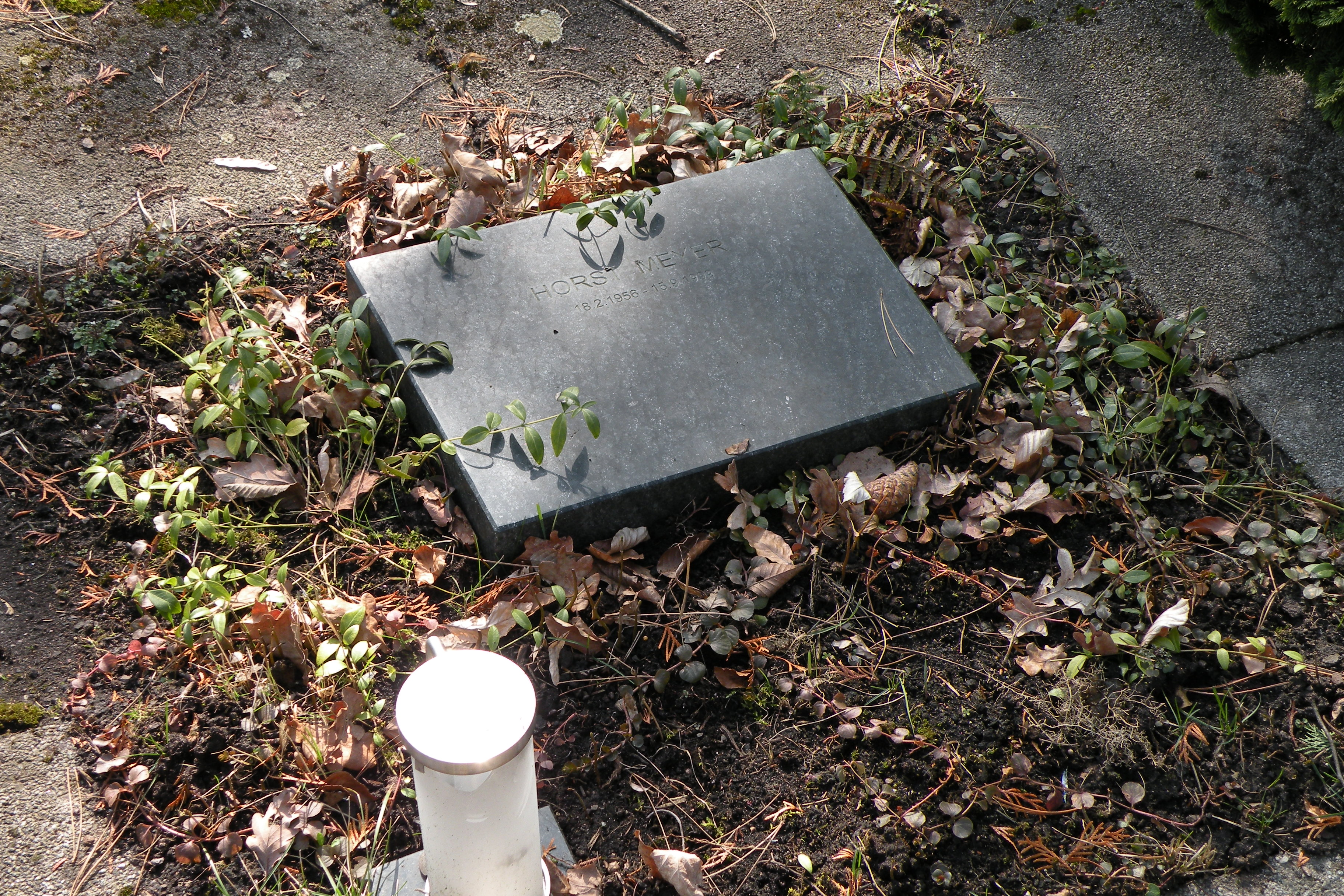
Tomba d'urna de Meyer al Dornhaldenfriedhof de Stuttgart

Horst Ludwig Meyer (Schwenningen, Baden-Württemberg, República Federal d'Alemanya, 18 de febrer de 1956 - Viena, 15 de setembre de 1999) va ser un activista polític alemany, militant de la tercera generació de la Fracció de l'Exèrcit Roig (RAF).

## Trajectòria
Meyer va aprendre l'ofici de tècnic d'enginyeria energètica i, entre 1975 i 1979, va treballar com a electricista i després com a venedor de quiosc. L'any 1984 va passar a la clandestinitat amb la seva esposa Barbara Meyer. Segons declaracions d'ella, des de 1987 van estar una temporada al Líban. Segons l'Oficina Federal d'Investigació Criminal alemanya (BKA), va disposar de nivell de comandament de la tercera generació de la Fracció de l'Exèrcit Roig (RAF). Tot i que la investigació no ha finalitzat, se sospita que va integrar l'«escamot Patsy O'Hara» de la RAF, que l'1 de febrer de 1985 va assassinar Ernst Zimmermann, conseller delegat de l'empresa de propulsió aeronàutica MTU i president de l'Associació Federal d'Indústries Aeroespacials Alemanyes (BDLI), així com va participar en l'assassinat l'any 1986 del diplomàtic Gerold von Braunmuhl. De forma més fefaent se li atribueix haver integrat l'«escamot Mara Cagol» de la RAF, que el 9 de juliol de 1986 va assassinar al gerent de Siemens AG Karl Heinz Beckurts i al seu xofer, mitjançant una bomba de rellotgeria quan es desplaçaven en un vehicle. Segons diversos articles de periòdics, l'Oficina Federal per a la Protecció de la Constitució (BfV) va tenir dubtes des de mitjans dels any 1990 si persones sol·licitades amb una ordre de detenció, com Meyer, pertanyien realment al «cercle d'il·legals».
El setembre de 1999, un any després de la dissolució de la RAF, Meyer i Andrea Klump van passar a control policial a Viena. Segons les investigacions, tots dos hi vivien des de l'any 1995. Prèviament, un resident local va denunciar a la policia una parella sospitosa que es trobava a la cantonada d'un carrer. El duo va intentar escapar quan una policia es va acostar a comprovar-ho. Meyer li va arrabassar la pistola i les claus del cotxe. Més tard va obrir foc contra els oficials de policia austríacs de la unitat especial WEGA, que es van congregar a l'indret, i va morir de ferides de bala després d'un intercanvi de trets.
Segons Klump, el 23 de desembre del 1991 a Budapest, Meyer va planejar un atac amb bomba contra un autobús ocupat per 29 jueus soviètics, la majoria famílies amb nens petits, i dos acompanyants. Els jueus estaven en trànsit de la Unió Soviètica a Israel. Un cotxe bomba aparcat a la vora de la carretera amb explosius va ser detonat per un encès remot. A causa d'un defecte de disseny, l'explosió no va tenir l'efecte desitjat. Els ocupants d'un vehicle policial que circulava per davant de l'autobús van resultar ferits greus i quatre ocupants dels autobusos van resultar ferits lleus.
L'any de la mort de Meyer, un grup anomenat «Grup d'Acció Horst Ludwig Meyer, respectivament RAF, 4a generació» (Aktionsgruppe horst ludwig meyer, respektive raf, 4. Generation) va llançar un atac amb còctels Molotov contra l'ambaixada austríaca a Copenhaguen. Tanmateix, aquest grup probablement no tenia res en comú amb la RAF. Meyer va ser enterrat al cementiri Dornhalden, situat al districte de Degerloch a Stuttgart, on també s'hi troben sepultats companys de militància com Andreas Baader, Gudrun Ensslin i Jan-Carl Raspe, així com inicialment Juliane Plambeck i Wolfgang Beer.